# Jaroslav Skrbek
Jaroslav Skrbek (* 7. ledna 1888, Poniklá - 28. prosince 1954, Praha) byl český grafik a malíř.

## Život
Jaroslav Skrbek byl jediným synem truhláře a textilní dělnice. Dětství prožil převážně ve Vysokém nad Jizerou. Po absolvování jičínské reálky studoval v letech 1907-1909 na Uměleckoprůmyslové škole u prof. Emanuela Dítěte, poté do roku 1910 u Maxmiliána Pirnera a v letech 1910-1913 na Akademii výtvarných umění v Praze v grafické speciálce prof. Maxe Švabinského. Od roku 1913 byl členem Jednoty umělců výtvarných. Během studií byl nucen si přivydělávat a po skončení školy se stal středoškolským profesorem kreslení v Praze.
V letech 1933-1935 měl souborné výstavy svých leptů a akvarelů v Topičově salonu v Praze. V létě často pobýval v rodném Podkrkonoší. Podnikl několik zahraničních cest na kterých zachytil Paříž, Istanbul, Balkán, Amsterdam a venkov v Holandsku.

## Dílo
Tvořil lepty a litografie menších formátů s pražskými motivy a zaznamenával krajiny na svých cestách do ciziny. Část jeho díla je věnována horským vlastencům a národním buditelům v Podkrkonoší. Jeho grafické listy se vyznačují dokonalým řemeslným provedením. Všestranný Skrbek v leptech téměř nepracoval s konturami. Vše podřizoval hře světla a stínu. Naopak kresby vynikají pevnou linkou a v akvarely jednoznačně definovanými barevnými plochami.
Soubory jeho pražských vedut vlastní domácí galerie a muzea i významné zahraniční sbírky. Velký soubor jeho grafických listů má ve sbírkách Památník národního písemnictví.

### Grafické soubory
- 1924 Album Léto v rodném Podkrkonoší
- 1925 Album De Paris á Stamboul
- 1929 The City of Prague. The old Town Hall with Surroundings
- 1929 Staroměstské náměstí I-V
- 1930 Prague, la Capitale de la république Tchécoslovaque II. Malá Strana
- 1932 Prague, la Capitale de la république Tchécoslovaque III. Hradčany

### Zastoupení ve sbírkách
- Národní galerie v Praze
- Muzeum hlavního města Prahy
- Hollareum - Národní muzeum v Praze
- Památník národního písemnictví
- Vojenský historický ústav Praha
- Neues Museum Berlin
- Rijksmuseum Amsterdam, grafický kabinet
- Bibliothéque royale Brusel
- British Museum
- Bibliothéque National Paříž
- Nationalmuseum Stockholm
- Oblastní galerie v České republice

### Výstavy (výběr)
- 1933 Jaroslav Skrbek: Souborná výstava leptů ze staré Prahy, Topičův salon Praha
- 1934 Jaroslav Skrbek: Souborná výstava leptů a akvarelů / Z našich rodných hor, Topičův salon, Praha
- 1935 Jaroslav Skrbek: Souborná výstava leptů a akvarelů / Z domova a ciziny, Topičův salon Praha
- 2016/2017 Jaroslav Skrbek: Z Krkonoš do světa a zase zpět, Krkonošské muzeum v Augustiniánském klášteře, Vrchlabí

## Galerie

Hradčany z mostecké věže (lept) 1919
Portrét antikváře Romínka (lept) 1930
Staroměstská radnice a náměstí,  (Kombinovaná technika, tempera a akvarel v kombinaci s tužkou a perokresbou na kartonu) 1940
Z Vysokého nad Jizerou (akvarel) 1942
Zima na statku (lept) 1918